# Rezervația Arheologică „Târgșoru Vechi”
Rezervația Arheologică „Târgșoru Vechi” este un muzeu județean din Târgșoru Vechi. Rezervația arheologică Târgșoru Vechi este situată la aproximativ 8 km vest de municipiul Ploiești, pe partea dreaptă a șoselei Ploiești - Târgșor, teritoriul său fiind străbătut de pârâul Leaota. Cercetarea arheologică a perimetrului rezervației a început în 1956 (primul colectiv al șantierului era format din: Dorin Popescu - responsabil, Gheorghe Cantacuzino, Gheorghe Diaconu, Sebastian Morintz, Dinu V. Rosetti, Nicolae Simache, prof. Ion Ionașcu - consilier pentru partea istorică, studenți: Al. Popeia, M. Sânpetru, M. Zgâbea), când sunt trasate primele secțiuni în perimetrul curții voievodale. 
În decursul celor peste 50 de ani de cercetări sistematice neîntrerupte și-au adus contribuția o pleiadă de arheologi printre care îi menționăm pe Gheorghe Diaconu (sufletul șantierului timp de 45 de ani), Gheorghe Cantacuzino, Victor Teodorescu, Dinu V. Rosetti, Sebastian Morintz, Nicolae Constantinescu, Mircea D. Matei, Radu Harhoiu, Magda Tzoni, Anca Păunescu, Venera Rădulescu, Nina Grigore. La cercetările arheologice întreprinse la Târgșoru Vechi în ultima perioadă au participat Dan Lichiardopol, Alexandru Niculescu, Bogdan Ciupercă, Andrei Măgureanu, Dorin Sârbu, Alin Frânculeasa și Eugen Paveleț. În perimetrul de peste 17 ha. au fost identificate și cercetate vestigii care de-a lungul timpului s-au concretizat în valoroase contribuții privind înțelegerea habitatului uman, situl arheologic de la Târgșoru Vechi fiind considerat în anul 1991 de către Comisia Națională a Monumentelor, Ansamblurilor și Siturilor Istorice “rezervație de interes public național”. 
Cercetările arheologice întreprinse pe malurile pârâului Leaota au scos la lumină urme de locuire ce definesc toate epocile istorice din paleoliticul superior și până în secol XIX p.Chr. Practic este locul ideal pentru cercetători de a studia relațiile și interacțiunile dintre epoci, populații, mode. Unicatul descoperirilor îl reprezintă însăși posibilitatea cercetării lor în paralel și ca atare realizarea unei foarte importante comparații a datelor arheologice între diferitele ansambluri care alcătuiesc situl. Importanța deosebită a acestui sit este conferită de potențialul arheologic unic: prezența unor așezări pre- și proto-istorice, unele dintre acestea constituind descoperiri reprezentative pentru acestă zonă a Munteniei; termele și castrul sunt păstrate integral și fac parte din seria de monumente romane din secolul II p. Chr., situate în zona subcarpatică alături de castrele de la Drajna de Jos și Mălăești din județul Prahova și Voinești din județul Argeș; necropola din secolele III-IV p. Chr. este unul dintre cele mai importante situri pentru stabilirea cronologiei culturii Sântana de Mureș - Cerneahov, pentru identificarea componentei etnice dar și a comportamentelor ce țin de rit și ritual funerar ale purtătorilor acestei culturi, cu atât mai mult cu cât starea de conservare este foarte bună;  faptul că așezări din secolele II-III, V-VII, VIII-X p. Chr. au fost descoperite în același punct arheologică face posibilă o comparație a vestigiilor absolut necesară înțelegerii istoriei zbuciumate a primului mileniului creștin; curtea domnească este singurul edificiu de acest tip accesibil unei cercetări integrale, nefiind suprapusă de construcții moderne; târgul medieval este, de asemenea, nederanjat de construcții moderne constituind un excelent potențial de comparație cu descoperirile realizate în Orașul de Floci (Giurgeni, județul Ialomița).
Situl arheologic este declarat monument istoric, având codul PH-I-s-A-16216. 